# Test zderzeniowy

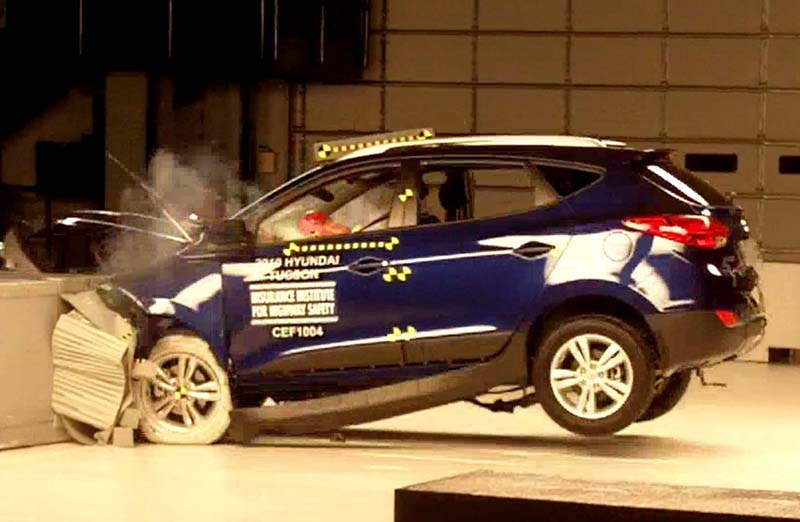
Test zderzeniowy (zderzenie czołowe) Hyundaia Tucsona

Test zderzeniowy (ang. crash test) – test zderzenia samochodu przeprowadzany w warunkach laboratoryjnych, którego celem jest sprawdzenie systemów bezpieczeństwa biernego samochodu. Podczas testu rejestrowany jest obraz wideo (1000 kl/s) oraz sygnały z czujników umieszczonych na pokładzie samochodu oraz zamontowanych w manekinach. Po wykonaniu testu dane te są szczegółowo analizowane.

## Rodzaje testów
- Zderzenie czołowe – samochód rozpędzony do 64 km/h (w niektórych testach  55 km/h - USA i Japonia) uderza w deformowalną barierę.
- Zderzenie boczne – samochód stoi w miejscu. W jego bok uderza wózek rozpędzony do prędkości 50 km/h. Uderzenie następuje w drzwi kierowcy na wysokości jego bioder i pasażera siedzącego w tylnym rzędzie siedzeń.
- Zderzenie ze słupem – samochód na wózku jadącym z prędkością 29 km/h uderza bokiem w sztywny, wąski słup.
- Zderzenie z pieszym – w maskę samochodu uderza się z prędkością 40 km/h zamocowanymi na wysięgniku głową, podudziem i udem manekina.
- Wywrócenie samochodu (ang. roll-over) – samochód rozpędzony do 50 km/h najeżdża prawą stroną na niewielki podjazd w wyniku czego następuje jego wywrócenie i dachowanie.
- Zderzenie z łosiem – samochód rozpędzony do 70-80 km/h uderza w formę odpowiadającą wymiarami i masą dorosłemu łosiowi. Test wykonywany w Szwecji.
- Zderzenie ze słoniem – Betonowa kula najeżdża na samochód - Test wykonywany w Afryce

Testy zderzeniowe wykonywane są w Europie przez niezależną organizację (Europejski Program Oceny Nowych Samochodów) Euro-NCAP. Ich uproszczone wyniki podawane są do publicznej wiadomości w postaci rankingu.
Testy zderzeniowe wykonywane są również w innych częściach świata przez inne organizacje, np. amerykańską NHTSA i IIHS, australijską ANCAP, czy japońską NASVA.

## Galeria

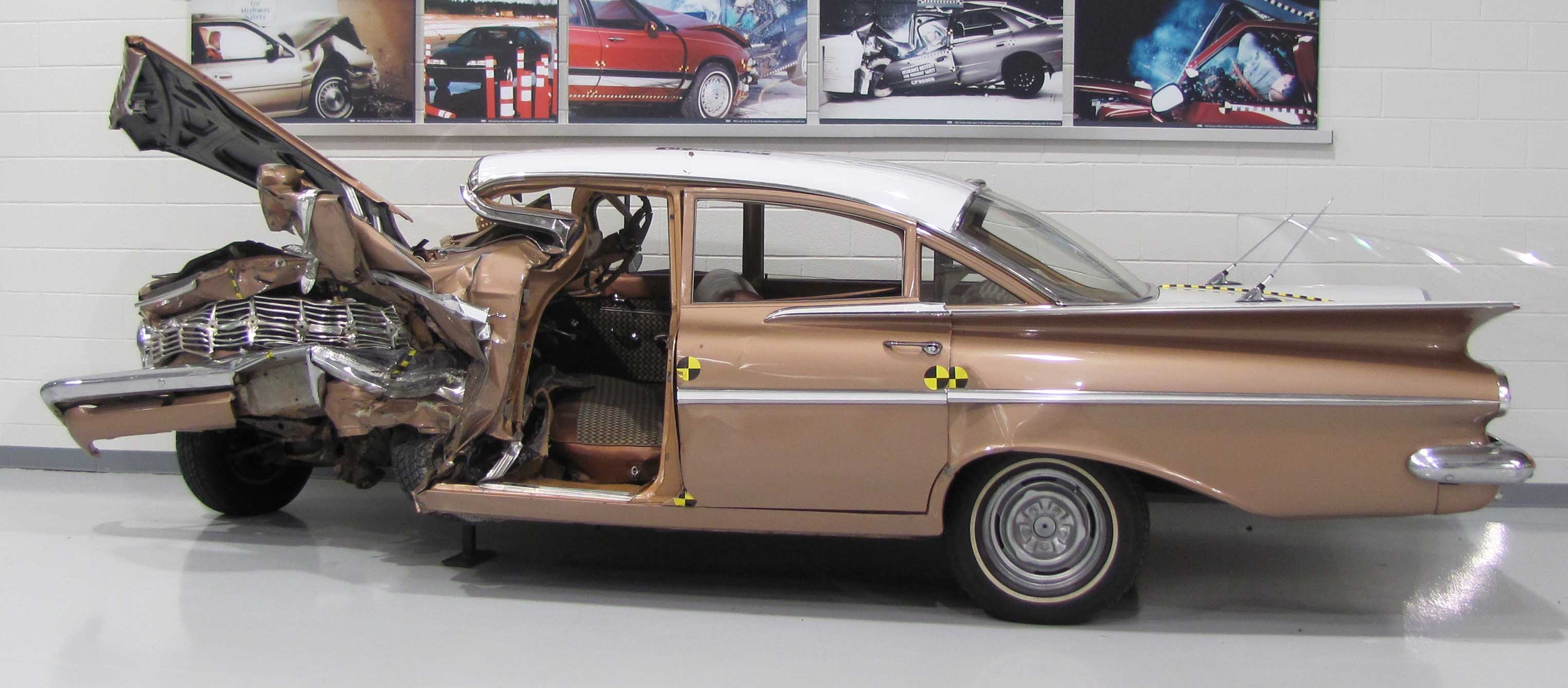
Chevrolet Bel-Air (1959) po teście zderzeniowym
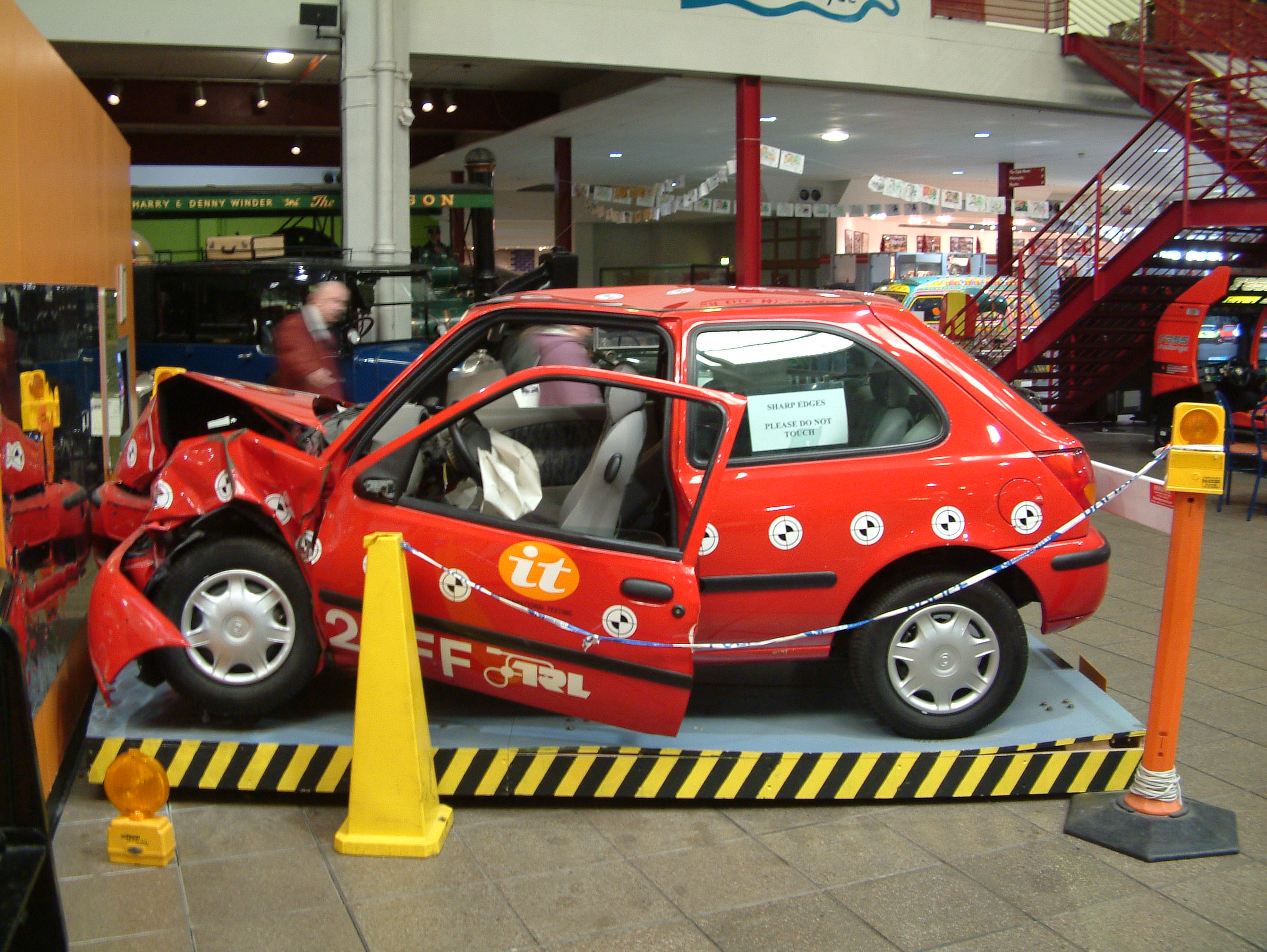
Ford Fiesta (1996) po teście zderzeniowym
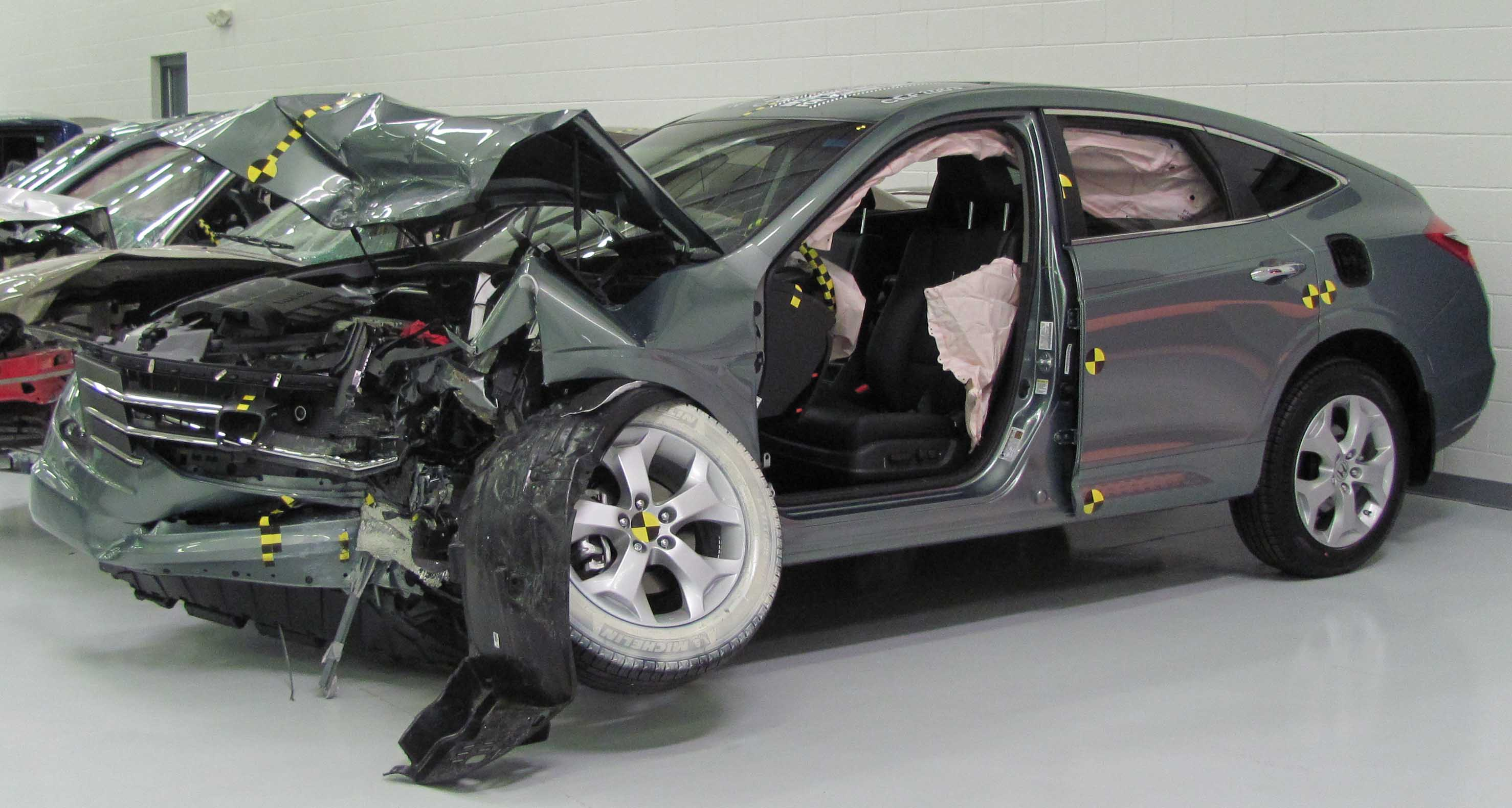
Honda Accord (2010) po teście zderzeniowym

Testy EuroNCAP
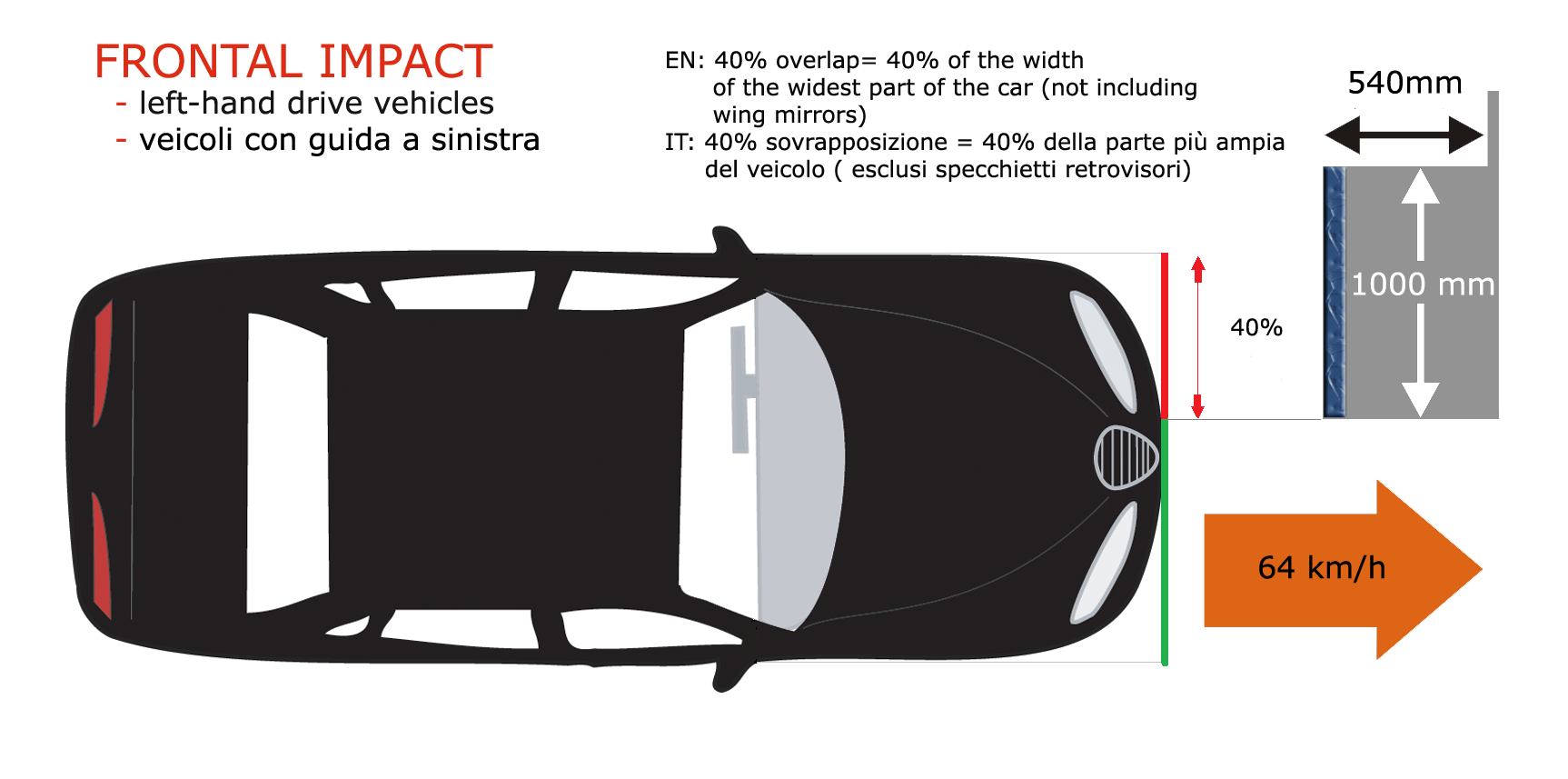
Zderzenie czołowe
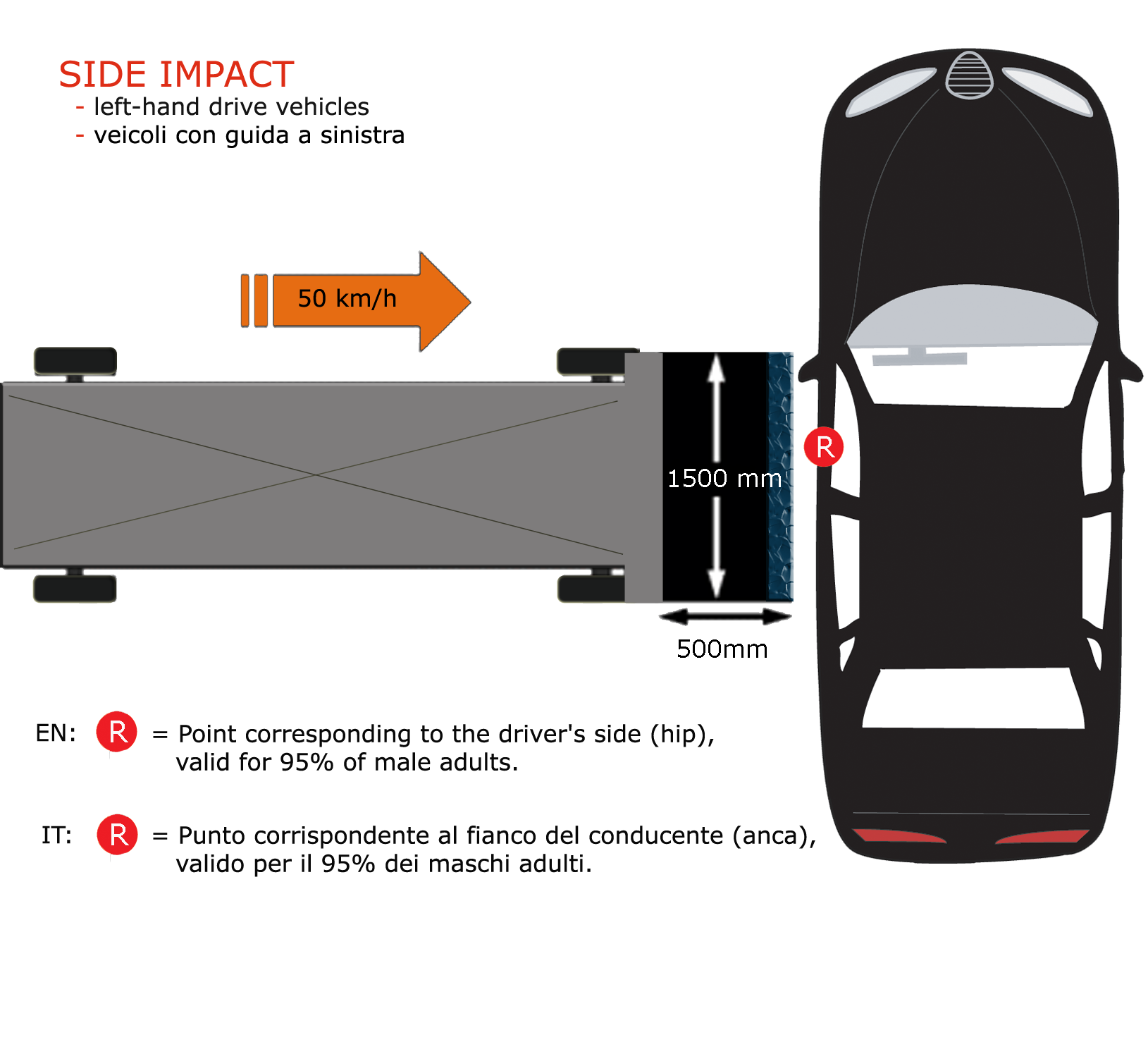
Zderzenie boczne
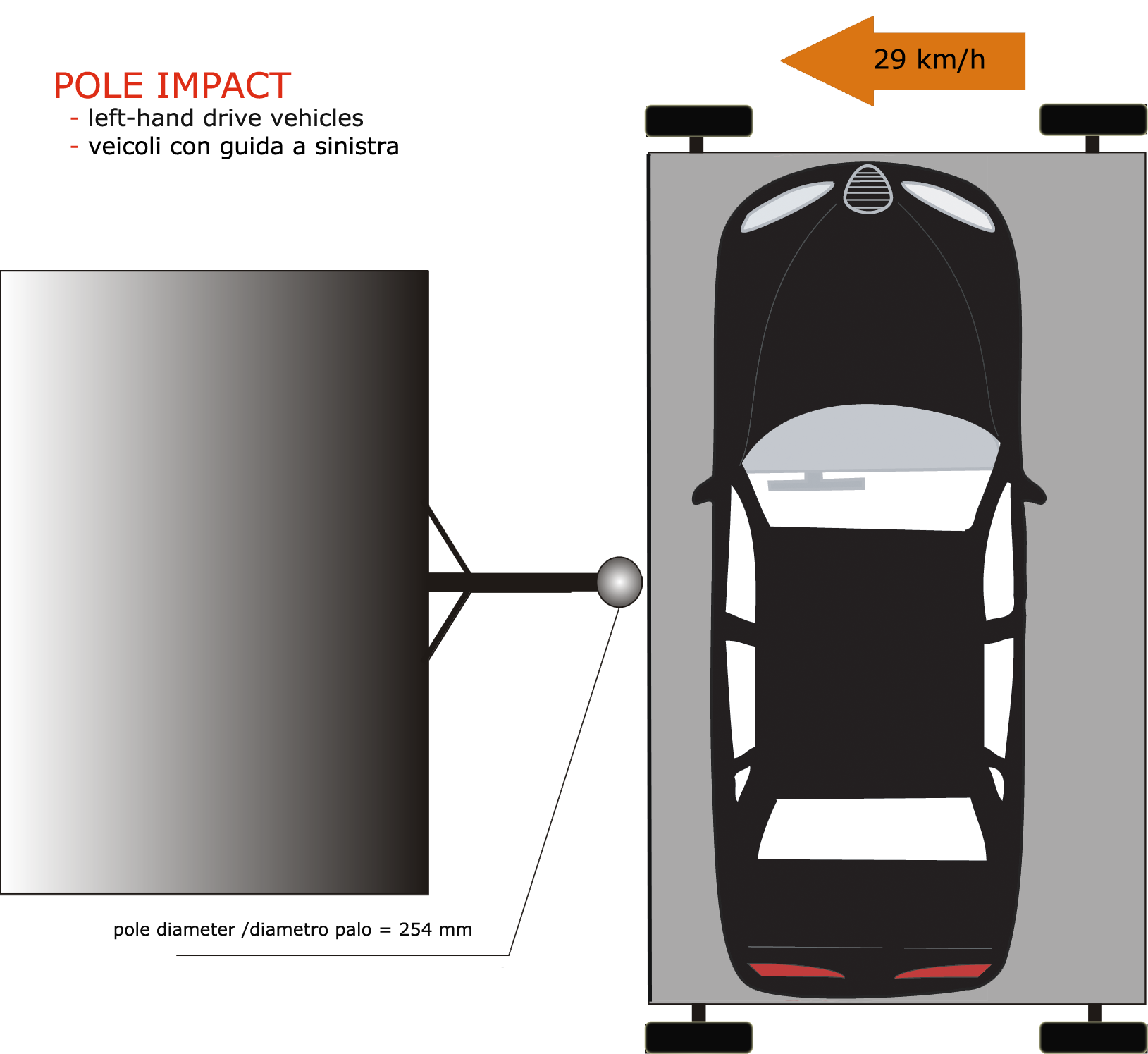
Zderzenie ze słupem